# 武川県
武川県（ぶせん-けん）は、中華人民共和国内モンゴル自治区フフホト市に位置する県。
13の郷と3つの鎮を抱える行政区域である。内蒙古自治区の中部に位置している。武川とはモンゴル語で青い山崖という意味である。県人民政府はフフ・エルグ・バルガス（可可以力更鎮）にある。
武川の歴史は古く大青山郷二道窪村北からは50万年前の旧石器時代の遺跡が発掘されている。北魏によって六鎮の一つである武川鎮が設けられ、北周の宇文覚を初めとする5人の皇帝を輩出している（武川鎮軍閥）。近年ではウランチャブに属していたが、1996年にフフホト市に編入された。
農業はジャガイモなどが特産品として挙げられるが、貧弱で経済発展に向かないが、森林と鉱産資源は豊富。碌碡湾などの既存の観光区の他、経済開放後、李斉溝、淖爾梁などの生態自然保護区や哈達門森林公園が開発された。

## 行政区画
- バルガス（鎮）
  - フフ・エルグ・バルガス（可可以力更鎮）
  - ハロール・バルガス（哈楽鎮）
  - バローン・オラーンボラグ・バルガス（西烏蘭不浪鎮）
- 郷（シャン）
  - ダラン・ハル・オール・シャン（大青山郷）
  - ドゥード・トホエ・シャン（上禿亥郷）
  - 徳勝溝郷
  - 二份子郷
  - ハル・ホショー・シャン（哈拉合少郷）
  - ホーレ・オール・シャン（耗頼山郷）